# Коконат-Крік
Коконат-Крік (англ. Coconut Creek) — місто (англ. city) в США, в окрузі Бровард на південному сході штату Флорида, північне передмістя Маямі. Населення — 57 833 особи (2020). Місто входить до агломерації Форт-Лодердейл-Помпано-Біч-Дірфілд-Біч з населенням 1 766 476 осіб (2009 рік), що є підагломерацією Маямі-Форт-Лодердейл-Помпано-Біч з загальним населенням 5 547 051 особа (2009 рік).

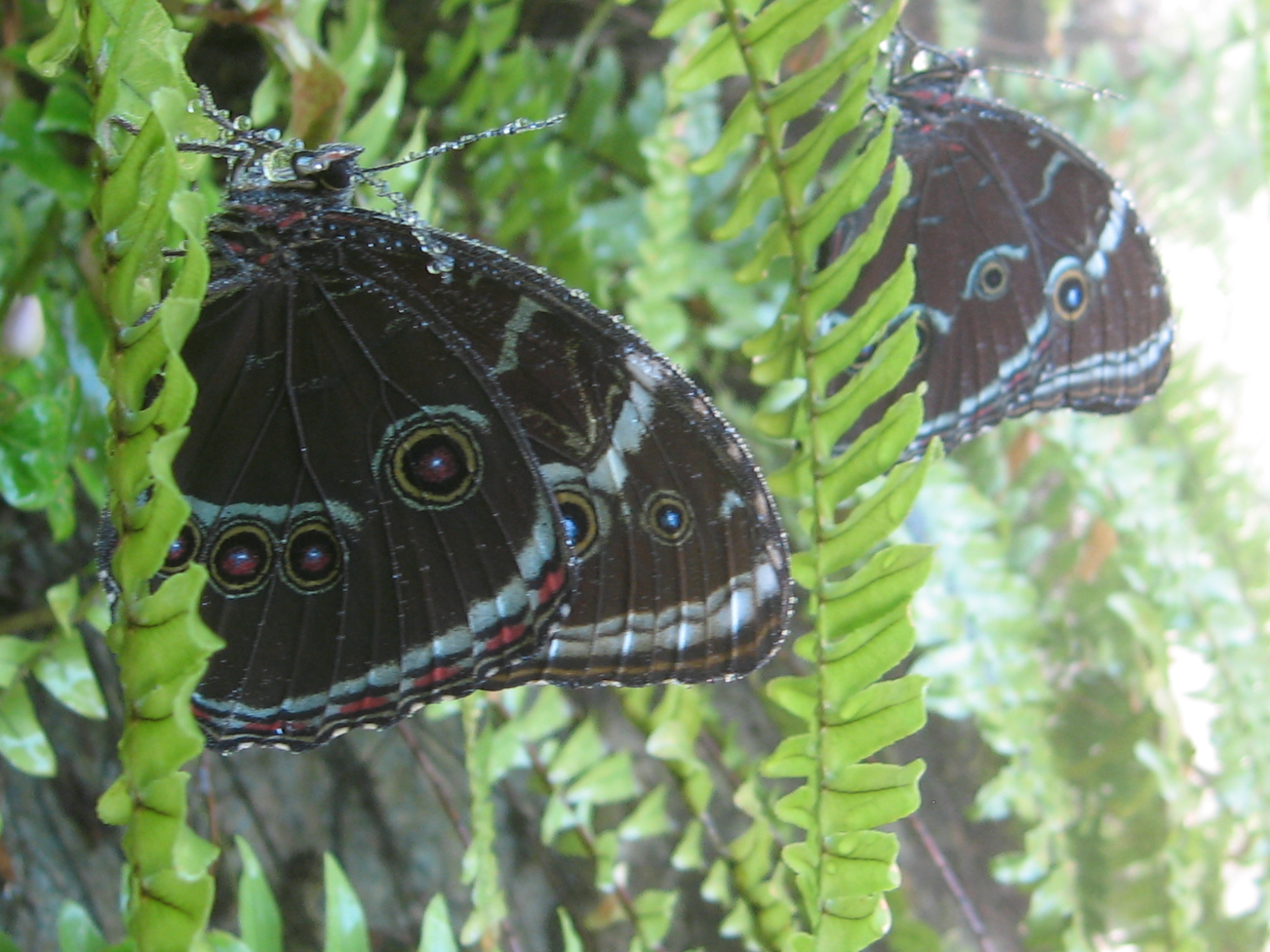
Метелики у Батерфляй Ворлд

Прізвисько міста «Метеликова столиця світу», за найпоширеною популяцією метеликів у «Батерфляй Ворлд» з 80 видами й 5 тисячами метеликів. Місто утворене 1967 року.

## Географія
Коконат-Крік розташований за координатами 26°16′45″ пн. ш. 80°11′5″ зх. д. / 26.27917° пн. ш. 80.18472° зх. д. (26.279078, -80.184698).  За даними Бюро перепису населення США в 2010 році місто мало площу 31,07 км², з яких 30,69 км² — суходіл та 0,38 км² — водойми.

### Клімат
| Клімат : Коконат-Крік | Клімат : Коконат-Крік | Клімат : Коконат-Крік | Клімат : Коконат-Крік | Клімат : Коконат-Крік | Клімат : Коконат-Крік | Клімат : Коконат-Крік | Клімат : Коконат-Крік | Клімат : Коконат-Крік | Клімат : Коконат-Крік | Клімат : Коконат-Крік | Клімат : Коконат-Крік | Клімат : Коконат-Крік | Клімат : Коконат-Крік |
| Показник              | Січ.                  | Лют.                  | Бер.                  | Квіт.                 | Трав.                 | Черв.                 | Лип.                  | Серп.                 | Вер.                  | Жовт.                 | Лист.                 | Груд.                 | Рік                   |
| Середній максимум, °C | 24,7                  | 25,0                  | 26,8                  | 28,5                  | 30,4                  | 32,2                  | 33,2                  | 33,3                  | 32,6                  | 30,4                  | 27,8                  | 25,4                  | 29,2                  |
| Середній мінімум, °C  | 14,3                  | 14,5                  | 16,6                  | 18,9                  | 21,4                  | 23,2                  | 23,8                  | 24,0                  | 23,5                  | 21,4                  | 18,9                  | 15,9                  | 19,7                  |
| Норма опадів, мм      | 71                    | 70                    | 76                    | 86                    | 146                   | 186                   | 151                   | 176                   | 178                   | 146                   | 108                   | 62                    | 1455                  |
| --------------------- | --------------------- | --------------------- | --------------------- | --------------------- | --------------------- | --------------------- | --------------------- | --------------------- | --------------------- | --------------------- | --------------------- | --------------------- | --------------------- |
| Джерело:              |                       |                       |                       |                       |                       |                       |                       |                       |                       |                       |                       |                       |                       |

## Демографія

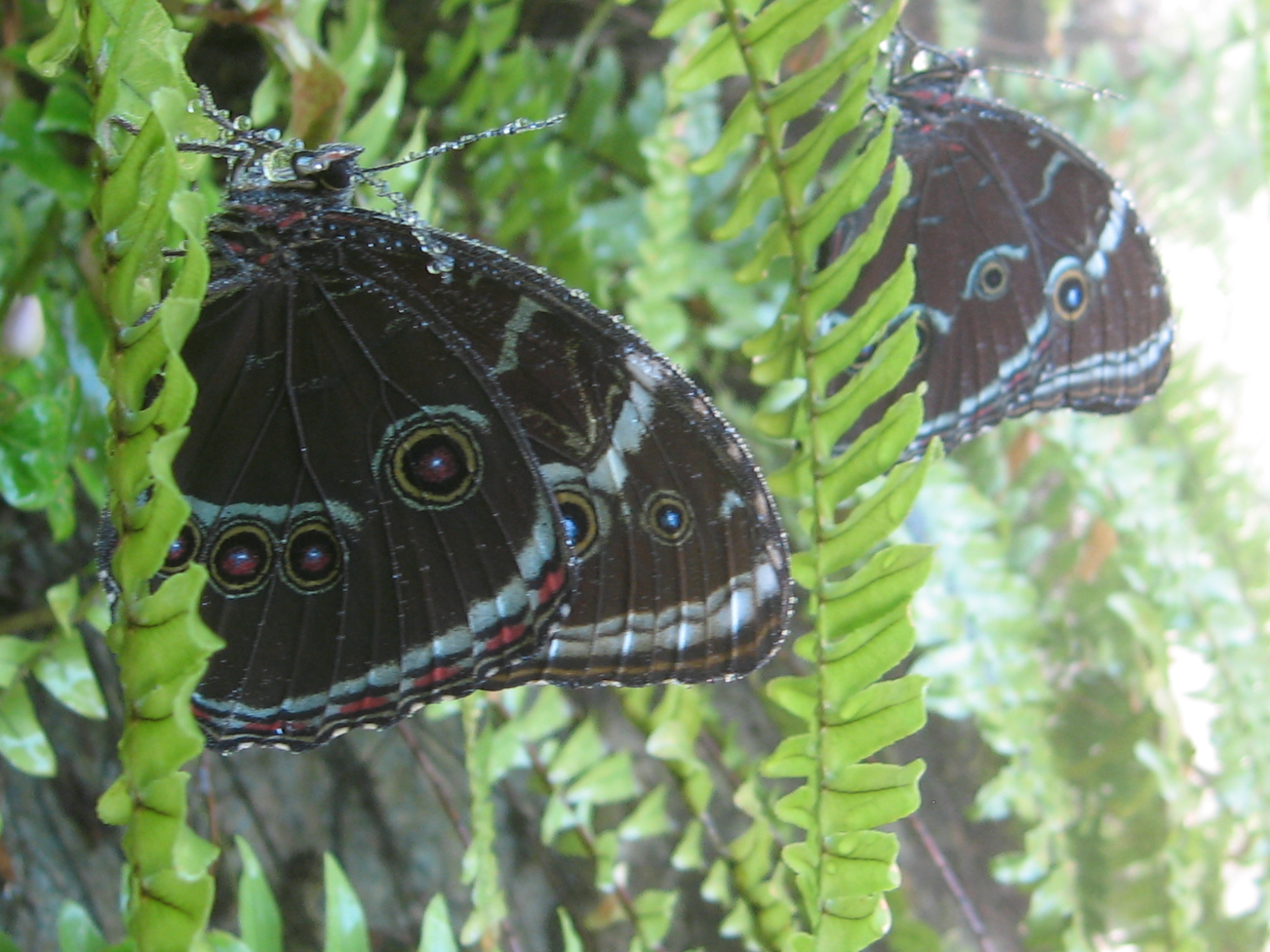
Метелики у Батерфляй Ворлд

Згідно з переписом 2010 року, у місті мешкало 52 909 осіб у 22 754 домогосподарствах у складі 13 640 родин. Густота населення становила 1703 особи/км².  Було 25926 помешкань (834/км²).
Расовий склад населення:
| - 75,3 % — білих - 13,7 % — чорних або афроамериканців - 3,8 % — азіатів - 0,1 % — корінних американців - 4,0 % — осіб інших рас |

До двох чи більше рас належало 3,0 %. Частка іспаномовних становила 20,4 % від усіх жителів.
За віковим діапазоном населення розподілялося таким чином: 21,5 % — особи молодші 18 років, 60,1 % — особи у віці 18—64 років, 18,4 % — особи у віці 65 років та старші. Медіана віку мешканця становила 40,3 року. На 100 осіб жіночої статі у місті припадало 87,3 чоловіків;  на 100 жінок у віці від 18 років та старших — 82,7 чоловіків також старших 18 років.
Середній дохід на одне домашнє господарство  становив 68 467 доларів США (медіана — 52 800), а середній дохід на одну сім'ю — 80 881 долар (медіана — 64 031). Медіана доходів становила 50 776 доларів для чоловіків та 39 971 долар для жінок. За межею бідності перебувало 8,8 % осіб, у тому числі 10,3 % дітей у віці до 18 років та 9,9 % осіб у віці 65 років та старших.
Цивільне працевлаштоване населення становило 27 888 осіб. Основні галузі зайнятості: освіта, охорона здоров'я та соціальна допомога — 20,4 %, науковці, спеціалісти, менеджери — 16,0 %, роздрібна торгівля — 14,5 %.